# Бауэр, Арнольд
Арнольд Иоганн Бауэр (нем. Arnold Johannes Bauer; 16 ноября 1909 года, Берлин, Германия — 2 сентября 2006 года, Берлин, Германия) — немецкий писатель, антифашист, член движения Сопротивления во время Второй мировой войны, член организации «Красная капелла».

## Биография
Арнольд Иоганн Бауэр родился 16 ноября 1909 года в Берлине, в Германской империи.
Он был членом берлинской группы движения Сопротивления под руководством Харро Шульце-Бойзена и близким другом художника-графика и актёра Вернера Дисселя. В период Веймарской республики, он был одним из членов круга Клауса Манна, Адольфа Бранда, Людвига Ренна и Магнуса Хиршфельда.
После Второй мировой войны написал ряд исследований о Томасе Манне и стал широко известен аудитории по повести «Kindheit im Zwielicht» («Детство в сумерках»). В 1949 году работал в «Neue Zeitung» («Новой газете»). В 1967 году им были созданы литературные портреты Кете Кольвиц, Стефана Цвейга, Рудольфа Вирхова, Карла Цукмайера и Райнера Мария Рильке. Неопубликованная работа «Daniel in der Löwengrube. Ein Zeitroman aus den Jahren 1925—1945» («Даниил в рове со львами. Роман о времени с 1925 по 1945 год»), была написана им в 1947 году.
Арнольд Бауэр умер 2 сентября 2006 года в Берлине, в Германии.

### Избранные сочинения
- Thomas Mann und die Krise der bürgerlichen Kultur. — Berlin: Verlag der Deutschen Buchvertriebs- und Verlags-Gesellschaft, 1946.
- Kindheit im Zwielicht. Heinz Ullstein / Helmut Kindler. — Berlin: FUK Verlag, 1947.
- Stefan Zweig. — Berlin: Colloquium-Verlag, 1960 (7. überarbeitete Auflage 1996).
- Rudolf Virchow — der politische Arzt. — Berlin: Stapp, 1982.